# Старый Служака
Старый Служака или Олд-Фейтфул (англ. Old Faithful — «старый-верный») — один из самых знаменитых гейзеров на Земле.
Гейзер расположен в Йеллоустонском национальном парке в штате Вайоминг, США. Обнаружен в 1870 году экспедицией Уошберн-Лэнгфорд-Доан. Тогда же получил своё название.

## Извержения
Во время одного извержения гейзера выбрасывается от 14 до 32 тыс. литров кипящей воды на высоту от 32 до 56 м продолжительностью от 1,5 до 5 минут. Это один из самых предсказуемых гейзеров на планете, он извергается каждые 35—120 минут, и поэтому считается, что это наиболее часто фотографируемое из чудес природы. Время между извержениями имеет бимодальное распределение со средним интервалом либо 65, либо 91 минута.
В 1997 году группа геологов исследовала первые 21 метр подземного канала гейзера «Старый Служака». Выяснилось, что его жерло имеет сплющенную форму, и его поперечник меняется от 10.5 см до более 2 метров. С 1983 года по 1994 год исследователи проводили измерения температуры воды в жерле гейзера. Было установлено, что вода входит в канал гейзера на нескольких уровнях. Холодные подземные воды втекают на глубинах 5,5 и 7.5 метра под землей, а горячая вода с паром — на глубине 14.3 метра. В начале извержения температура воды достигает 118 °C (максимальная измеренная температура составляла 129 °C). Эта горячая вода идет с больших глубин, где она под высоким давлением перегревается вулканическим теплом выше обычной температуры парообразования. Поэтому вода, поднимаясь выше, в область более низких давлений, взрывным образом превращается в пар и выбрасывает фонтан на несколько десятков метров.